# Fiskerliv i Norden
Fiskerliv i Norden è un cortometraggio muto del 1906 interpretato e diretto da Viggo Larsen.

## Produzione
Il film fu prodotto dalla Nordisk Film.

## Distribuzione
In Danimarca, il film - un cortometraggio della lunghezza di 200 metri - venne presentato in prima a Copenaghen il 15 settembre 1906.
L'unica pellicola ancora esistente del film è una copia della distribuzione svedese dal titolo Ved Havet